# David Krummenacker
David Krummenacker, född 24 maj 1975 i El Paso, är en amerikansk friidrottare som tävlar i medeldistanslöpning.
Krummenacker deltog vid VM 1999 på 1 500 meter men blev utslagen i semifinalen. Han deltog även vid VM 2001 då på 800 meter men blev även denna gång utslagen i semifinalen.
Hans stora framgång blev inomhus-VM 2003 där han vann guld på 800 meter med tiden 1.45,69. Vid såväl VM 2003 som VM 2005 blev han utslagen i semifinalen på 800 meter. 

## Personliga rekord
- 800 meter - 1.43,92
- 1 500 meter - 3.31,93